# Pass It Around (песня Smokie)
«Pass It Around» (рус. Передай по кругу) — песня британской рок-группы Smokie с одноименного альбома, выпущенный 21 марта 1975 года.
Несмотря на рекламу сингл не попал в ротацию BBC Radio 1. Проблема заключалась в цензурах, которые считали, что неоднозначные тексты можно рассматривать как намёк на курение марихуаны. В результате сингл не смог попасть в UK Singles Chart.

## Примачения
1. ↑  Hendriks, Phil (July 2007). Pass It Around (CD booklet). Smokie. London: 7T's Records.
2. ↑  Official Charts Company. www.officialcharts.com. Дата обращения: 19 января 2019. Архивировано 26 октября 2018 года.